# Радивоје Живковић
Радивоје Живковић (познат и као Радивој; Трнава код Чачка, 11. октобар 1950) бивши је југословенски и српски професионални кошаркаш.

## Каријера
Професионалну каријеру Живковић је започео у КК Борац Чачак, за који је играо од сезоне 1968/69. до сезоне 1971/72.
Године 1972. потписао је уговор са Црвеном звездом, Због јаких прописа о трансферима, пропустио је целу сезону 1972/73. Прву утакмицу за Црвену звезду одиграо је 10. новембра 1973. године у победи против ОКК Београд.
Био је део тима Црвене звезде која је 1973/74. освојила Куп Рајмунда Сапорте. Играо је на 203 утакмице за Црвену звезду током седам сезона и постигао 2,838 поена, 13,9 по утакмици.  Професионалну каријеру окончао је 1981. године.
Био је део јуниорског тима репрезентације Југославије која је завршила на четвртом месту на Европском првенству за јуниоре у Атини, 1970. године. На седам турнирских утакмица Живковић је постизао 5,9 поена по утакмици.
За репрезентацију Југославије играо је на Медитеранским играма 1975. године у Алжиру са којом је освојио златну медаљу.

## Награде и трофеји
- Куп Рајмунда Сапорте победник: 1 (са Црвеном звездом : 1973–74).
- Куп Југославије победник: 1 (са Црвеном звездом : 1974–75).